# Henri Baron
Pour les articles homonymes, voir Baron.
Henri Charles Antoine Baron, né le 23 juin 1816 à Besançon et mort à Genève le 11 septembre 1885, est un peintre, dessinateur et illustrateur français.

## Biographie
Henri Baron est le frère de Jules-Aimable Baron (Besançon 1814-Avanne 1899), dessinateur et lithographe, qui fréquente Tony Johannot et Paul Gavarni. Henri est l'élève de Jean Gigoux qui va fortement inspirer son œuvre. Il débute au Salon de 1840 à Paris, et sera médaillé plusieurs fois. 
En 1843, il fonde avec Célestin Nanteuil, Eugène Prosper Leroux, Adolphe Mouilleron (1820-1881), et Louis Français, le périodique Les Artistes contemporains qui perdure jusqu'en 1847,.
En 1846, le duc d'Aumale lui commande le panneau décoratif Chantilly au XVIe siècle, La Pêche pour sa chambre du château de Chantilly. En 1850, sa toile les Noces de Gamache est achetée par l'État. Il effectue régulièrement des voyages en Italie qui lui inspire de nombreuses œuvres.
En 1852, il épouse Octavie Bovy, fille du sculpteur-graveur suisse Antoine Bovy (1795-1877). Par ce lien familial, Baron participe à la restauration de la décoration du château de Gruyères (canton de Fribourg). 
Ses œuvres sont également souvent exposées au Salon de Lyon. À partir de 1862, Henri Baron participe à la « société des Amis des arts » de Besançon. L'impératrice Eugénie lui commande la toile de la Fête officielle au Palais des Tuileries pendant l'Exposition universelle de 1867, œuvre exposée au Salon de 1868. Il présente L'Hiver à l'exposition universelle de 1878.
Il collabore régulièrement avec Louis Français (1814-1897) avec qui il cosigne certains tableaux et cofonde la revue Les artistes contemporains. Comme Gigoux, Français ou Célestin Nanteuil, il produit de nombreuses compositions, en particulier pour l'atelier du lithographe et imprimeur Bertauts.
Baron meurt le 11 septembre 1885 à Genève, où il vivait en partie depuis son mariage.

## Collections publiques
- Besançon, musée des beaux-arts et d'archéologie
  - Les Noces de Gamache[6]
  - collège Victor Hugo, salle des Actes : les quatre Évangélistes + saint Pierre et saint Paul
- Dijon, musée Magnin :
  - Ara et fruits[7]
  - Portrait de jeune femme dans un parc[8]
  - L'Escarpolette, aquarelle[9]
- Chantilly, musée Condé :
  - Chantilly au XVIe siècle, La Pêche[10]
  - Femme au bord d'une rivière respirant des fleurs avec un amour ailé auprès d'elle[11]
- Paris, musée du Louvre :
  - Femme debout[12]
  - Femme se reposant[13]
  - Scène de cabaret[14]
  - Deux jeunes femmes près d'une source, aquarelle[15]
- Palais des beaux-arts de Lille :
  - Fête de printemps en Toscane[16]
  - Soirée d'été en Italie[17]
  - Les Patineurs[18]
- Musée national du château de Compiègne : Fête officielle au palais des Tuileries pendant l'Exposition universelle de 1867, 1867, aquarelle[19]
- Musée des beaux-arts de Marseille : La Mère de famille[20]
- Abbeville, musée Boucher de Perthes :
  - Le Goûter de Monsieur; Jeune noble et sa servante[21]
- Musée des beaux-arts de Tourcoing : Tête de femme, aquarelle[22]
- Nevers, musée municipal Frédéric Blandin : Le Musicien ambulant, estampe[23]

## Galerie

Œuvres de Henri Baron
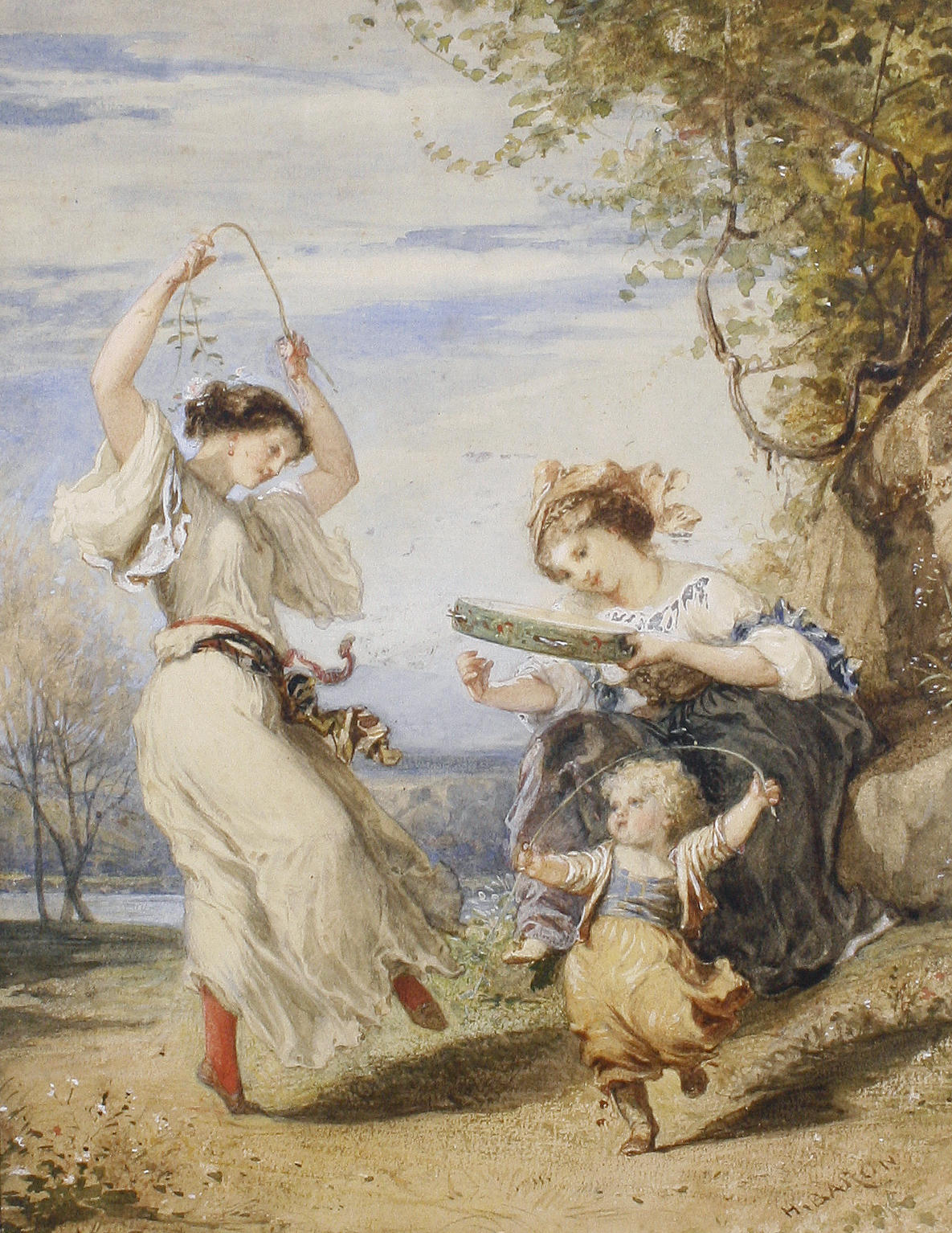
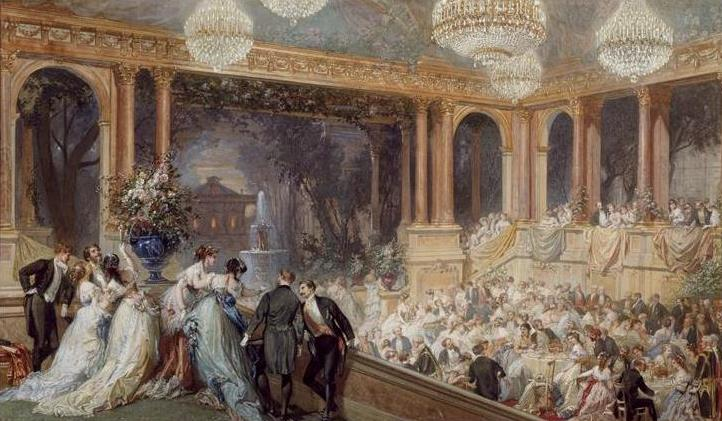
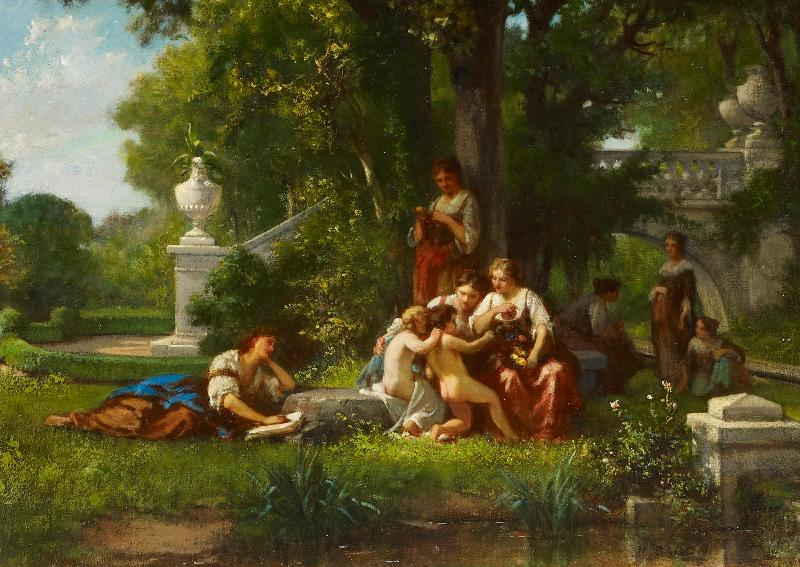
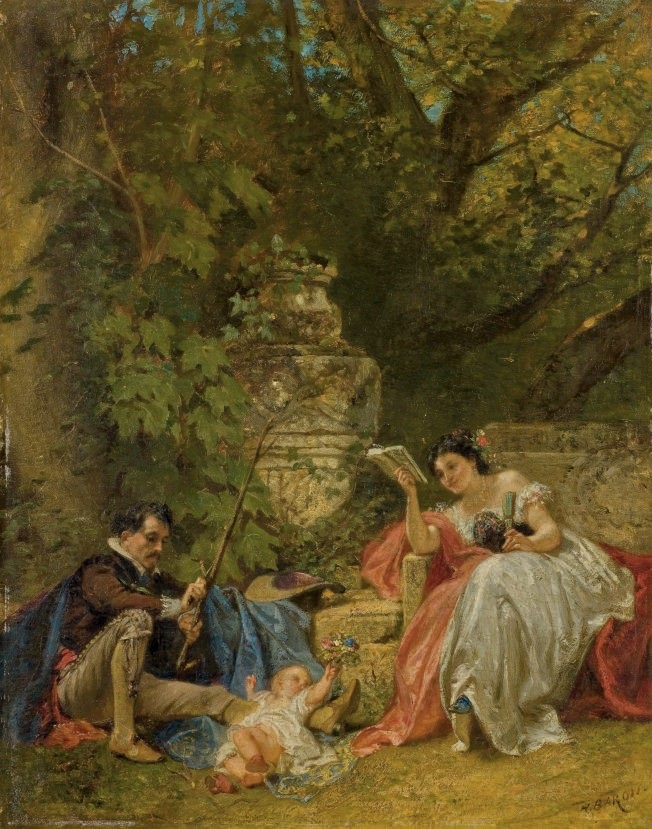
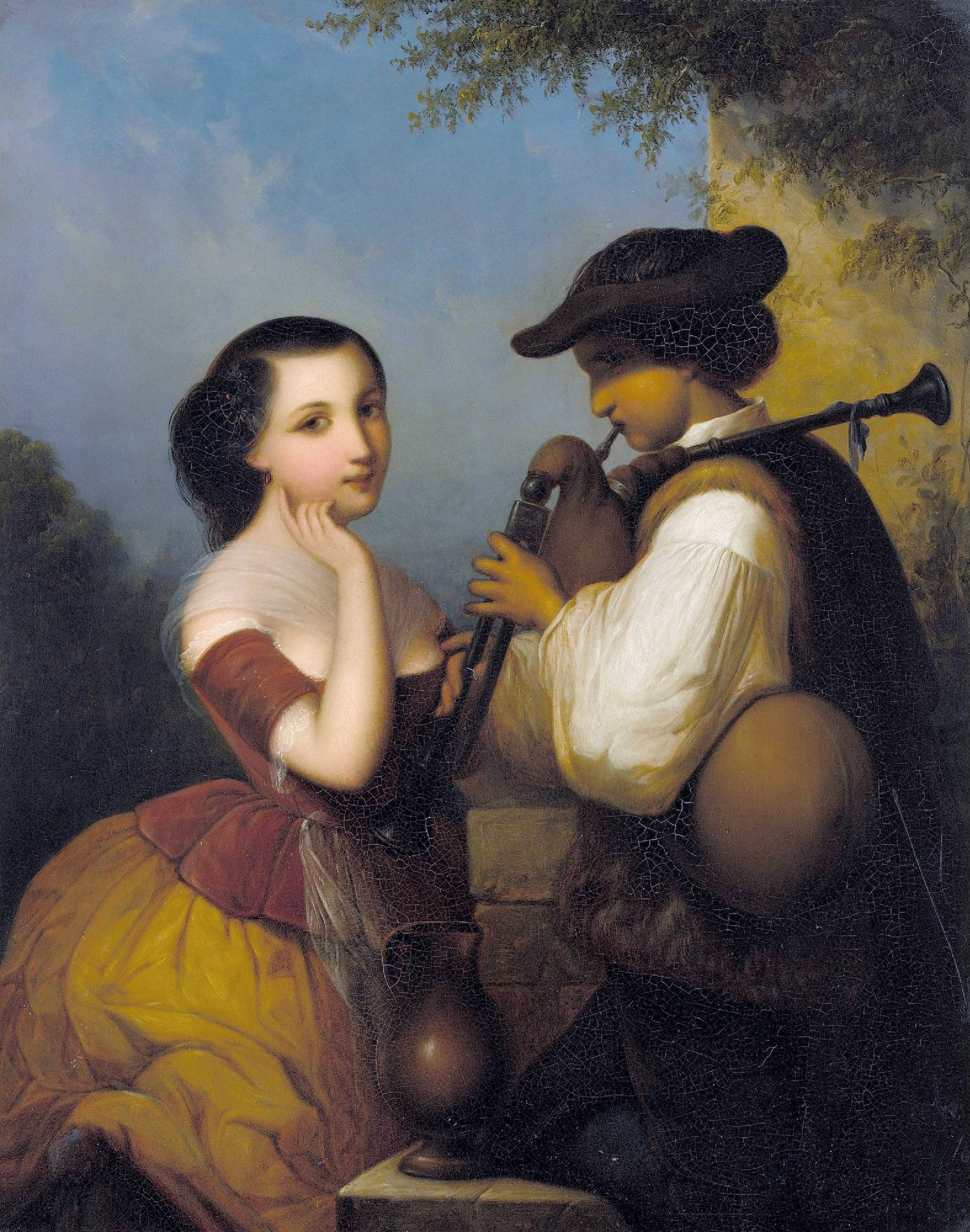
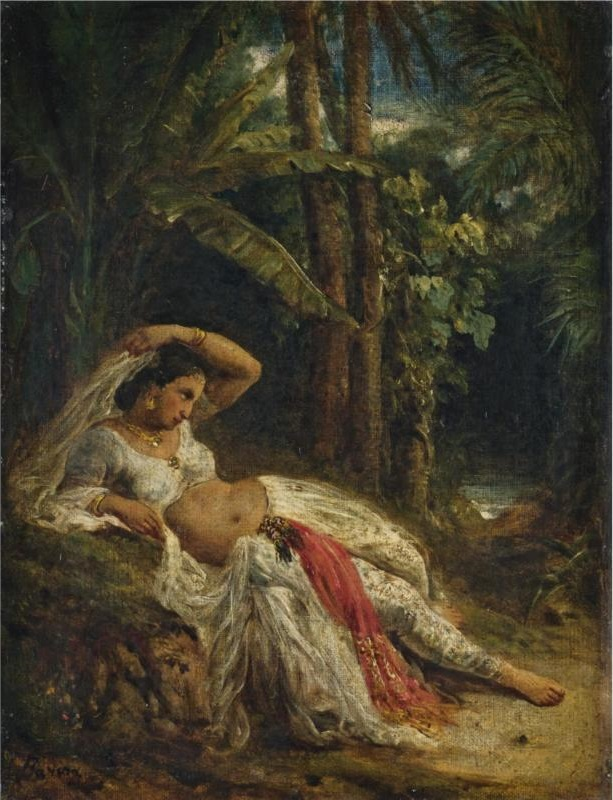
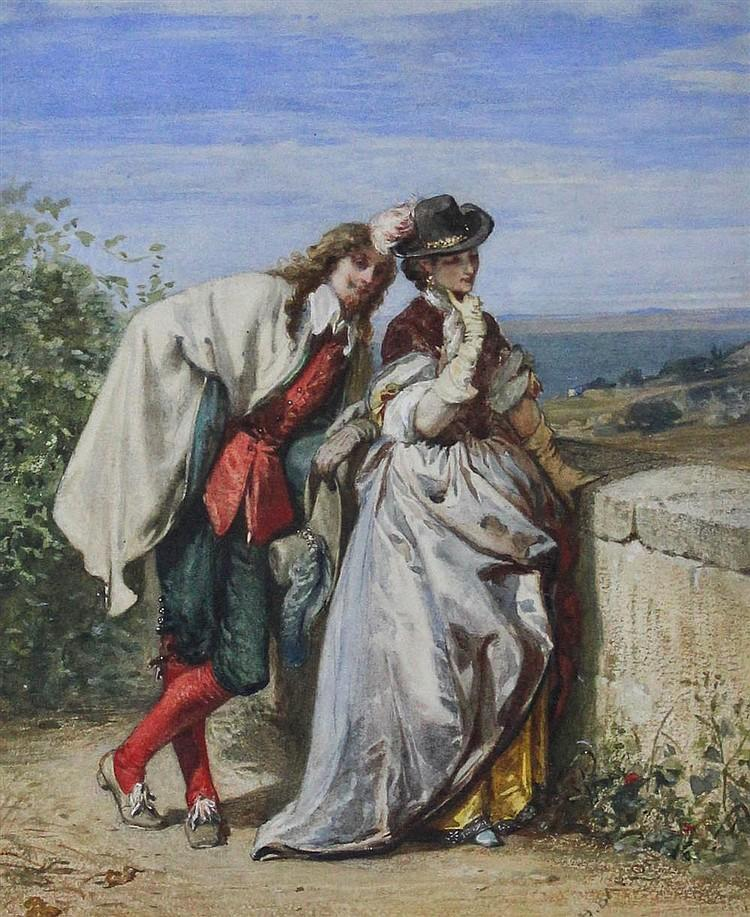
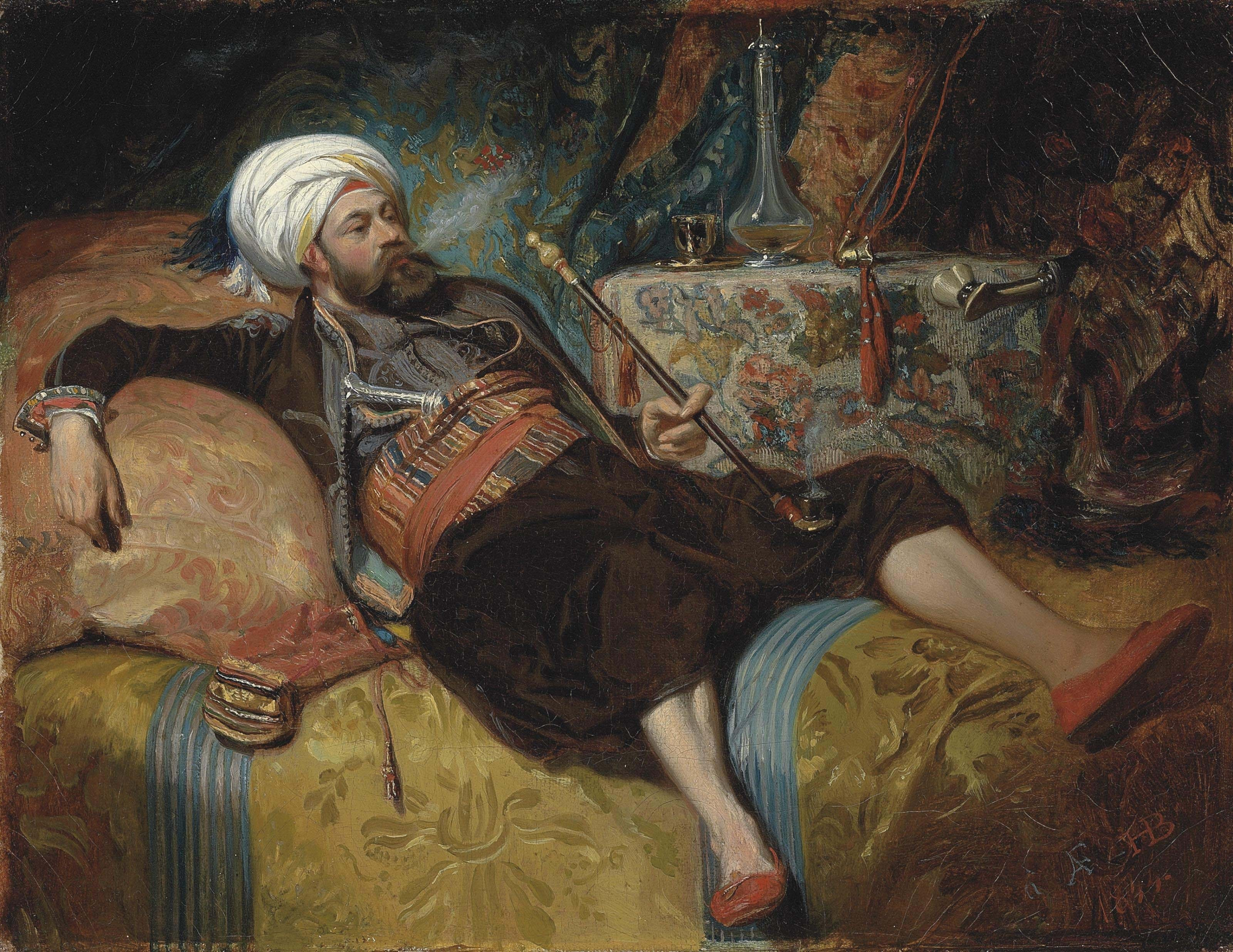
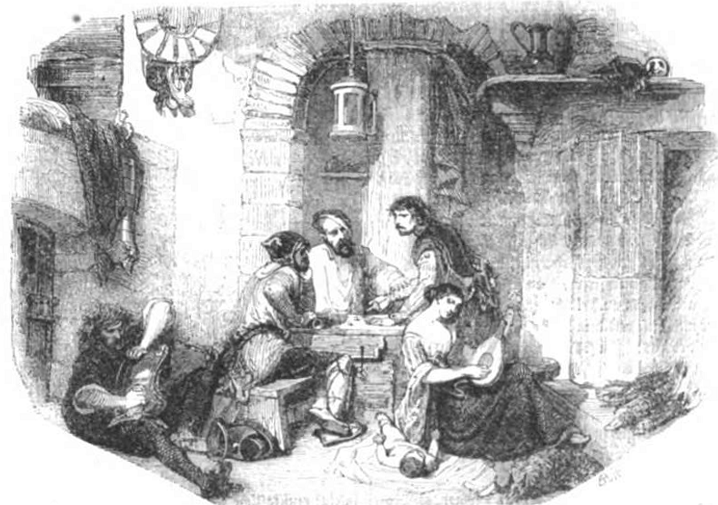